# Josef Adolf
Josef Adolf (* 14. Mai 1898 in Groß Aupa, Österreich-Ungarn; † 30. November 1951 in Viechtach, Deutschland) war ein tschechoslowakischer nordischer Skisportler deutscher Nationalität.
Adolf gewann bei der I. Nordischen Skiweltmeisterschaft 1925 in Johannisbad hinter seinem Landsmann Otakar Německý die Silbermedaille im Einzel der Nordischen Kombination sowie jeweils den vierten Platz über 18 und 50 Kilometer Skilanglauf. Ein Jahr zuvor bei den Olympischen Winterspielen 1924 in Chamonix-Mont-Blanc erreichte er den sechsten Platz in der Kombination. Ebenfalls 1924 wurde er Schweizer Skimeister.
Am Ende des Zweiten Weltkriegs wurde er in Trautenau interniert und aus der Tschechoslowakei ausgewiesen.